# Italienska Libyen
Italienska Libyen var en enad besittning inom Italienska Nordafrika (Africa Settentrionale Italiana, eller ASI) skapad 1934 i vad som senare kom att bli Libyen. Italienska Libyen skapades ur besittningarna Cyrenaica och Tripolitanien vilka Italien erhållit från Osmanska riket 1912 efter det italiensk-turkiska kriget 1911–1912.

## Generalguvernörer
- Italo Balbo 1 januari 1934 till 28 juni 1940
- Rodolfo Graziani 1 juli 1940 till 24 mars 1941
- Italo Gariboldi 25 mars 1941 till 19 juli 1941
- Ettore Bastico 19 juli 1941 till 2 februari 1943
- Giovanni Messe 2 februari 1943 till 13 maj 1943

### Fotnoter
1. ↑  ”Arkiverade kopian”. Arkiverad från originalet den 26 september 2007. https://web.archive.org/web/20070926145327/http://www.law.fsu.edu/library/collection/LimitsinSeas/IBS003.pdf. Läst 31 oktober 2007.